# Serra de les Guixeres (Artés)
La Serra de les Guixeres és una serra situada al municipi d'Artés, a la comarca catalana del Bages, amb una elevació màxima de 428 metres.